# Abbott (Arkansas)
Abbott es un área no incorporada ubicada en el condado de Scott, en el estado estadounidense de Arkansas.

## Geografía
Abbott se encuentra ubicada en las coordenadas 35°4′24″N 94°11′38″O / 35.07333, -94.19389.